# Copa de Honor (Uruguay)
La Copa de Honor fue un torneo oficial organizado por la Asociación Uruguaya de Fútbol. Se jugó en 16 oportunidades casi ininterrumpidamente entre 1905 y 1922.
El torneo era disputado por los clubes de Primera División. El campeón de la Copa de Honor Uruguaya clasificaba para disputar la Copa de Honor Internacional Cusenier.

## Historia
La Copa de Honor Internacional Cusenier, fue una copa internacional instituida conjuntamente entre AUF y AFA en 1905. Esta copa era disputada entre los campeones de la Copa de Honor Uruguaya y la Copa de Honor Argentina “Municipalidad de Buenos Aires”. Era la copa gemela de la “Copa Competencia Internacional”, con la diferencia que se definía en Montevideo. La licorería “Casa Cusenier” de Montevideo patrocinaba el torneo y era la que donaba la copa[cita requerida]
El formato de disputa de la Copa de Honor Uruguaya era eliminatorio y participaban todos los equipos de 1ª División. En el año 1918, se resuelve que de ahí en adelante la Copa de Honor se comenzará a disputar en los años pares (1918, 1920, y 1922), y la Copa Competencia en los años impares (1919, 1921, 1923 y 1925)
La edición de 1922 quedó inconclusa debido al cisma que se sucitó en el fútbol uruguayo. Las ediciones de 1910 y 1914 no tuvieron serie Internacional debido a diferendos entre AFA y AUF.

## Campeones de la Copa de Honor Uruguayo

### Títulos por año
| Año           | Campeón                 | Resultado   | Subcampeón              | Sede de la final                |
| ------------- | ----------------------- | ----------- | ----------------------- | ------------------------------- |
| 1905 Detalles | Nacional                | 5:3         | Montevideo Wanderers    | Field del Albion, Montevideo    |
| 1906          | Nacional                | 0:0 y 1:0   | Central Uruguay Railway | Gran Parque Central, Montevideo |
| 1907          | Central Uruguay Railway |             |                         |                                 |
| 1908          | Montevideo Wanderers    | 2:1         | Nacional                | Gran Parque Central, Montevideo |
| 1909          | Central Uruguay Railway |             |                         |                                 |
| 1910          | Montevideo Wanderers    | 2:1         | Central                 | Gran Parque Central, Montevideo |
| 1911          | Central Uruguay Railway |             |                         |                                 |
| 1912          | River Plate             |             |                         |                                 |
| 1913          | Nacional                | 1:0         | Montevideo Wanderers    | Gran Parque Central, Montevideo |
| 1914          | Nacional                | 1:0         | Peñarol                 | Gran Parque Central, Montevideo |
| 1915          | Nacional                | 1:0         | Universal               | Parque Lugano, Montevideo       |
| 1916          | Nacional                | 2:0         | Central                 | Gran Parque Central, Montevideo |
| 1917          | Nacional                | 4:2         | Peñarol                 | Parque Pereira, Montevideo      |
| 1918          | Peñarol                 |             |                         |                                 |
| 1920          | Universal               |             |                         |                                 |
| 1922          | No finalizó             | No finalizó | No finalizó             | No finalizó                     |

### Títulos por equipo
| Equipo               | Departamento | Campeón | Años de los campeonatos                  |
| -------------------- | ------------ | ------- | ---------------------------------------- |
| Nacional             | Montevideo   | 7       | 1905, 1906, 1913, 1914, 1915, 1916, 1917 |
| Peñarol / CURCC      | Montevideo   | 4 (1+3) | 1907, 1909, 1911                         |
| Peñarol / CURCC      | Montevideo   | 4 (1+3) | 1918                                     |
| Montevideo Wanderers | Montevideo   | 2       | 1908, 1910                               |
| River Plate F. C.    | Montevideo   | 1       | 1912                                     |
| Universal            | Montevideo   | 1       | 1920                                     |